# Mai Thi Nguyen-Kim
Mai Thi Nguyen-Kim, sposata Leiendecker (Heppenheim, 7 agosto 1987), è una chimica, divulgatrice scientifica, conduttrice televisiva youtuber tedesca e membro del Senato della Società Max Planck dal giugno 2020..

## Biografia
Nguyen-Kim, i cui genitori vengono dal Vietnam, ha frequentato il liceo Bergstrasse a Hemsbach, nel Baden-Württemberg. Dopo la maturità, ha studiato chimica all'università Johannes Gutenberg di Magonza e al Massachusetts Institute of Technology (MIT) dal 2006 al 2012. Dal 2012 ha lavorato come dottoranda presso la RWTH di Aquisgrana, l'Università di Harvard e l'Istituto Fraunhofer e nel 2017 ha ricevuto un dottorato all'Università di Potsdam con una tesi su Idrogel fisici a base di poliuretano (Physikalische Hydrogele auf Polyurethan-Basis). Nguyen-Kim è sposata con Matthias Leiendecker e ha un figlio nato nel 2020.

### Educazione scientifica su YouTube e in TV
Nel 2015, Nguyen-Kim ha lanciato il canale YouTube The Secret Life Of Scientists per mettere in discussione gli stereotipi di scienziati (naturali) e secchioni e per trasmettere argomenti scientifici a un pubblico giovane. Inoltre, nell'ottobre 2016, il suo canale YouTube Schönschlau è andato online, prodotto da Funk, un'offerta congiunta delle emittenti tedesche ARD e ZDF per giovani e giovani adulti. A volte ha anche moderato il canale Auf Klo e apprendendo video per le materie chimica e matematica nel formato mussewissen prodotto per Funk. Il tuo canale schönschlau è stato rinominato maiLab nel 2018 e all'inizio di settembre 2020 aveva oltre un milione di abbonati. maiLab è prodotto dalla Südwestrundfunk per Funk.
Nguyen-Kim è moderatrice del progetto WiD Die Debatte e fa parte del team Terra X Lesch & Co. con Harald Lesch, Jasmina Neudecker e Suzanna Randall, alternandosi a Ralph Caspers (moderato anche lui con Ranga Yogeshwar fino alla sua partenza nel novembre 2018), ha presentato dal maggio 2018 al 2021 lo spettacolo Quarks da WDR.
Il suo libro Komisch, alles chemisch!, pubblicato a marzo 2019 è nella lista dei bestseller di Spiegel da novembre 2019 e un libro in italiano chiamato Questione di chimica è stato pubblicato nello stesso mese. Nel marzo 2021 ha pubblicato il suo secondo libro Die kleinste gemeinsame Wirklichkeit, che è arrivato al numero uno in Germania nel marzo 2021 e sarà tradotto in italiano nel prossimo futuro.
All'inizio di aprile 2020, MaiLab ha realizzato un video sulla pandemia di COVID-19 più di 4 milioni di visualizzazioni in quattro giorni e talvolta il numero 1 delle tendenze di YouTube in Germania (A partire dal 16 aprile 2020 oltre 5.630.000 visualizzazioni). Come annunciato a dicembre 2020, Corona geht gerade erst los! (Il coronavirus è appena iniziato!) Con oltre sei milioni di visualizzazioni fino ad oggi, è il Video Top Trending del 2020 su YouTube in Germania. Il 7 aprile 2020, ha parlato con il commento Tagesthemen di ARD sullo stesso argomento. A metà aprile, ha analizzato la comunicazione di noti virologi in un altro video. Questo video è entrato anche nelle tendenze di YouTube in Germania e ha raggiunto quasi 2 milioni di visualizzazioni in una settimana (dal 27 aprile 2020) Nguyen-Kim è stata ospite in vari altri formati multimediali, inclusi talk show televisivi tedeschi. Alla fine di maggio 2020, in una conversazione con la Deutsche Presse-Agentur GmbH, ha chiesto maggiore alfabetizzazione per fonti e media e ha criticato le teorie del complotto sulla pandemia di coronavirus. Vede anche deficit nelle scienze naturali e lavoro scientifico nell'istruzione generale. È anche un'attivista di supporto per Scientists for Future.
Dall'aprile 2021, il giornalista scientifico sarà impegnato esclusivamente in numerosi formati ZDF. Farà il suo debutto con la serie in tre parti di Terra X Wunderwelt Chemie, che sarà trasmessa su ZDF dal 10 ottobre 2021. I tre episodi Die Bausteine der Natur, Die Magie der Verwandlung e Die Elemente des Lebens sono stati girati in gran parte nel laboratorio storico del Liebig Museum di Giessen. In questi episodi interagisce, tra l'altro, in brevi scene con chimici della storia della Germania, interpretati da attori. Mai Thi Nguyen-Kim presenta lo spettacolo ZDFneo MAITHINK X - Die Show dal 24 ottobre 2021.

## Pubblicazioni
- Questione di chimica (In tedesco: Komisch, alles chemisch!) Sonzogno, Venezia 2019, ISBN 9788845400681.
- Die kleinste gemeinsame Wirklichkeit. Droemer Verlag, Monaco di Baviera 2021, ISBN 978-3-426-27822-2.

## Premi
- 2012: Terzo posto alla Falling Walls Conference di Berlino per la presentazione Breaking the Wall of the Human Cell[34][35]
- 2014: Vincere Science-Slams ad Aquisgrana e Bochum[36][37]
- 2014: Conferenza alla conferenza TEDxBerlin vincitrice del concorso Spotlight@TEDxBerlin[38]
- 2015: Vincitore del Bullshit Slam di Colonia con una presentazione sui cambiamenti climatici[39][40]
- 2016: Primo posto nella categoria Scitainment con il contributo Trust me, I'm a Scientist nel concorso di video web Fast Forward Science 2016 (organizzato da Wissenschaft im Dialog e Stifterverband für die Deutsche Wissenschaft)[41]
- 2018: Grimme Online Award nella categoria Conoscenza ed educazione, nonché il Grimme Online Award per il pubblico[42][43]
- 2018: Premio Georg von Holtzbrinck per il giornalismo scientifico[44]
- 2018: Primo posto a Fast Forward Science nella categoria Substanz, primo posto al Community Award e un Webvideo Excellence Award[45]
- 2018: Vincitore Webvideopreis Deutschland[46]
- 2018: Giornalista dell'anno 2018 nella categoria scientifica, premiato dal Medium Magazin[47]
- 2019: Premio Hanns Joachim Friedrichs[48]
- 2020: Vincitore del premio Heinz Oberhummer per la comunicazione scientifica[49][50]
- 2020: Vincitore del Goldene Kamera Digital Award nella categoria "Best of Information"[51]
- 2020: Merit Cross on Ribbon (Croce di Cavaliere) dell'Ordine al merito di Germania[52]
- 2020: UmweltMedienpreis 2020 di Deutsche Umwelthilfe nella categoria online per il canale YouTube "maiLab".[53]
- 2020: Giornalista dell'anno Medium Magazin[54]
- 2020: Premio dell'Accademia tedesca per la televisione nella categoria intrattenimento televisivo con Quarks della WDR
- 2020: Nomina: Premio Nannen nella categoria Storia dell'anno
- 2021: Premio Grimme per il suo Trasferimento di conoscenze sul Coronavirus nella categoria Risultati giornalistici[55]
- 2021: Premio Nannen nella categoria Storia dell'anno
- 2021: Medaglia Leibniz dell'Accademia delle scienze di Berlino-Brandeburgo
- 2021: Premio per giornalisti e scrittori della Società chimica tedesca[56]
- 2021: Medaglia Theodor Heuss
- 2021: Premio Cultura dell'Assia, insieme a Sandra Ciesek, per "i suoi servizi nella pandemia di coronavirus"[57]
- 2021: Premio d'oro dei lettori di LovelyBooks nella categoria saggistica e guide per Die kleinste gemeinsame Wirklichkeit[58]